# Ron Davies
Ronald Davies (ur. 6 sierpnia 1946 w Machen w Rhymney Valley w hrabstwie Monmouthshire) – brytyjski polityk walijskiego pochodzenia, były minister ds. Walii, członek brytyjskiej Izby Gmin i Walijskiego Zgromadzenia Narodowego, były członek Partii Pracy. Jeden z architektów walijskiej autonomii.

## Życiorys
Odebrał wykształcenie w Bassaleg Grammar School, a następnie ukończył geografię na politechnice w Portsmouth. W 1969 r. został wybrany do rady dystryktu miejskiego Machen. Rok później został najmłodszym przewodniczącym rady w Wielkiej Brytanii. Po reformie administracyjnej 1974 r. przewodniczył nowo utworzonej radzie dystrykty Rhymney Valley. W następnych latach zajmował różne stanowiska w organizacjach nauczycielskich, dopóki w 1983 r. nie został wybrany do Izby Gmin z ramienia Partii Pracy jako reprezentant okręgu Caerphilly.
Przez pierwsze dwa lata swojej parlamentarnej kariery Davies zasiadał w tylnych ławach Izby Gmin. W 1985 r. został jednym z whipów opozycji. Zajmował się sprawami rolnictwa i środowiska. W 1987 r. został głównym mówcą opozycji w sprawach rolnictwa i spraw wiejskich. W lipcu 1992 r. został mówcą ds. rolnictwa. W październiku tego roku został ministrem ds. Walii w gabinecie cieni Johna Smitha. Na tym stanowisku działał na rzecz powołania 60-osobowego Walijskiego Zgromadzenia Narodowego, które przejęłoby większość kompetencji rządowego departamentu ds. Walii.
Po zwycięstwie Partii Pracy w wyborach 1997 r. Tony Blair mianował Daviesa ministrem ds. Walii. Jednocześnie Davies został członkiem Tajnej Rady. Dalej działał na rzecz autonomii Walii. Doprowadził to tego, że 31 lipca 1998 r. uchwalono Government of Wales Act, który tworzył Walijskie Zgromadzenie Narodowe, jednak o kompetencjach węższych niż to planował Davies.
19 września 1998 r. na specjalnej konferencji Walijskiej Partii Pracy Davies został wybrany jej kandydatem na pierwszego sekretarza Zgromadzenia. Jednak już miesiąc później, 29 października, zrezygnował z tego stanowiska. Dwa dni wcześniej zrezygnował również ze stanowiska ministra ds. Walii (był pierwszym ministrem w rządzie Blaira, który opuścił gabinet). Davies przyznał później, że jego rezygnacja związana była z naciskami jakimi został poddany, kiedy wyszło na jaw, że podczas przechadzki po Clapham Common (znanym miejscu spotkań homoseksualistów) przyjął zaproszenie na kolację od nieznajomego mężczyzny, a następnie został przezeń obrabowany. Związane z tym naciski ze strony premiera spowodowały rezygnację Daviesa.
W 1999 r. został wybrany do Walijskiego Zgromadzenia Narodowego. Pierwszy sekretarz Zgromadzenia, Alun Michael, odmówił powierzenia Daviesowi stanowiska rządowego. Były minister został więc tylko przewodniczącym komitetu rozwoju ekonomicznego. W 2001 r. nie wystartował w kolejnych wyborach do Izby Gmin. W Walijskim Zgromadzeniu Narodowym zasiadał do 2003 r., kiedy został zmuszony do rezygnacji z ubiegania się o reelekcję po tym jak w prasie opublikowano zdjęcia, które miały udowadniać homoseksualność deputowanego.
Zrezygnował z członkostwa w Partii Pracy w 2004 r. w geście sprzeciwu przeciwko interwencji w Iraku. Następnie wstąpił do partii Naprzód Walio i z jej ramienia kandydował bez powodzenia w wyborach do Parlamentu Europejskiego w 2004 r. W 2007 r. startował jako kandydat niezależny w wyborach do Walijskiego Zgromadzenia Narodowego, ale zajął dopiero trzecie miejsce.